# La Paz (Carchi)
La Paz (span. für „Der Friede“) ist eine Ortschaft und eine Parroquia rural („ländliches Kirchspiel“) im Kanton Montúfar der ecuadorianischen Provinz Carchi. Die Parroquia besitzt eine Fläche von 112,2 km². Die Einwohnerzahl lag im Jahr 2010 bei 3432.

## Lage
Die Parroquia La Paz liegt in den Anden im Norden von Ecuador. Der Hauptort La Paz liegt auf einer Höhe von 2702 m an der Fernstraße E35 (Ibarra–Tulcán). Der Ort befindet sich 10 km südsüdwestlich vom Kantonshauptort San Gabriel. Das Areal besitzt eine Längsausdehnung in NNW-SSO-Richtung von etwa 21 km. Der Río Apaquí, ein rechter Nebenfluss des Río Chota, durchquert das Gebiet in südwestlicher Richtung. Die südöstliche Verwaltungsgrenze verläuft entlang einem etwa 3600 m hohen Gebirgskamm, der die kontinentale Wasserscheide bildet.
Die Parroquia La Paz grenzt im Südosten an die Provinz Sucumbíos mit der Parroquia El Playón de San Francisco (Kanton Sucumbíos), im äußersten Süden an die Parroquia Monte Olivo (Kanton Bolívar), im Westen an die Parroquia Bolívar (ebenfalls im Kanton Bolívar), im äußersten Nordwesten an El Ángel (Kanton Espejo) sowie im Norden und im Osten an San Gabriel.

## Geschichte
Der Ort hieß ursprünglich Pialarquer. Am 28. Oktober 1892 wurde dieser in "La Paz" geändert und der Ort zu einer Parroquia rural im Kanton Tulcán erhoben. Am 27. September 1905 wurde der Kanton Montúfar gegründet und La Paz ein Teil davon.